# Ray Monk
Ray Monk, född 15 februari 1957, är en brittisk professor i filosofi vid centret för postanalytisk filosofi vid Southamptons universitet, där han har undervisat sedan 1992. Han är författare till Ludwig Wittgenstein: The Duty of Genius och en tvåvolymers biografi om Bertrand Russell. Han fick ta emot Mail on Sunday/John Llewellyn Rhys Prize och 1991 års Duff Cooper prize för Ludwig Wittgenstein: The Duty of Genius. Hans intresse ligger i matematikfilosofi, analytisk filosofis historia och robotar, och filosofiska aspekter på biografiskt skrivande.